# 春田正毅
春田正毅（日语：／ Haruta Masatake ?，1947年9月27日—），日本化学家，歐洲科學院院士，現任首都大學東京名誉教授。金催化（Gold catalysis）研究的創始人。
春田教授名列湯森路透引文桂冠獎，被看好與格雷厄姆·哈欽斯一同角逐諾貝爾化學獎。

## 生平與成就
1947年9月27日，春田正毅誕生於日本岐阜縣，名古屋工業大學工業化學科畢業（1970年）。博士（京都大學）。博士論文題目為「A study on the electrolysis in liquid hydrogen fluoride (液態氟化氫的電解反應的相關研究)」。
1976年，在大阪工業技術實驗室從事氫能研究，1985年率先發現金的催化性質，1987年發表相關論文，開創了金催化研究。1994年擔任维也纳科技大学客座教授，2001年任職產業技術綜合研究所，2005年至今擔任首都大學東京教授。

## 榮譽
- 1992年 近畿化學協會第44回化學獎
- 1997年 大阪科學獎（日语：大阪科学賞）
- 1998年 科學技術廳長官獎（第24回研究功勞者表彰）
- 2009年 歐洲科學院院士
- 2002年 觸媒學會獎、IPMI Henry J. Albert Award
- 2010年 日本化學會獎
- 2012年 湯森路透引文桂冠獎
- 2014年 中日文化獎

## 外部連結
- 教員紹介 :: 春田 正毅 | 首都大学東京
- 春田 正毅 Masatake Haruta - 世界の化学者データベース World chemistsDB （页面存档备份，存于）